# Sadilovac
Sadilovac – wieś w Chorwacji, w żupanii karlowackiej, w gminie Rakovica. W 2011 roku pozostawała niezamieszkana.